# Sả hoa cà
Sả hoa cà (danh pháp hai phần: Cittura cyanotis) là một loài chim thuộc chi đơn loài Cittura, trong họ Sả (Halcyonidae) (có khi được xếp trong họ Bồng chanh (Alcedinidae)) ở châu Phi. Sả hoa cà là một loài chim sinh sản thường trú ở vùng đất thấp của đảo Indonesia của Sulawesi và Sangihe lân cận và các quần đảo Talaud.